# Love or Lies
「Love or Lies」（ラブ・オア・ライズ）は、capsuleの曲。contemodeより、2010年1月19日にデジタルシングルが発売され、また同年3月3日発売のアルバム『PLAYER』に収録された。シングル発売と同日にフジテレビ系列で放送されたテレビドラマ『LIAR GAME Season 2』第9話（最終回）のエンディングで使用され、シングルのタイトルは『Love or Lies -LIAR GAME original ver-』（ラブ・オア・ライズ・ライアー・ゲーム・オリジナル・バージョン）となっている。同年3月6日に公開された同ドラマの劇場版『LIAR GAME The final Stage』でも挿入歌に使用されている。

## シングルの収録内容
Love or Lies -LIAR GAME original ver-
作詞・作曲・編曲：中田ヤスタカ
- テレビドラマ『LIAR GAME Season 2』挿入歌
- 映画『LIAR GAME The final Stage』挿入歌